# Американо-черногорские отношения
Американо-черногорские отношения — двусторонние дипломатические отношения между США и Черногории.

## История
В 1878 году Черногория провозгласила независимость от Османской империи, а в 1905 году Соединенные Штаты установили дипломатические отношения с Черногорией. В 1920 году после окончания Первой мировой войны Черногория вошла в состав Королевства Сербов, Хорватов и Словенцев, дипломатические отношения с США были возобновлены только в 2006 году после распада государственного союза Сербии и Черногории.
США поддерживают стремление Черногории в построении рыночной экономики, а также её интеграцию в евроатлантические институты, включая Организацию Североатлантического договора (НАТО) и Европейский Союз. Черногория участвует в программе НАТО Партнерство ради мира и направляла свои войска в Афганистан, где те участвовали в операциях совместно с Международными силами содействия безопасности.

## Торговля
Правительство Черногории прилагает усилия для привлечения американских инвесторов, в стране высокий уровень экономической свободы, стабильная валюта (евро), макроэкономическая предсказуемость и открытость налоговых структур. Черногория имеет право на беспошлинную поставку некоторых товаров на рынок США.